# Pantelégrafo
El pantelégrafo era una máquina de transmisión de mensajería precedente al fax. Fue creado por Giovanni Caselli hacia la década de 1860, y fue el primer dispositivo que tenía un servicio práctico que podía transmitir a distancia escrituras en mano, firmas o dibujos. Eso sí, estos mensajes siempre tenían que tener unas dimensiones más pequeñas o iguales a 150mm x 100 mm. El nombre de este aparato proviene de la unión de las palabras pantógrafo (que es un aparato mecánico utilizado para copiar un dibujo o una imagen) y telégrafo (un aparato utilizado para enviar señales eléctricas a distancia a través de un cable).

## Historia

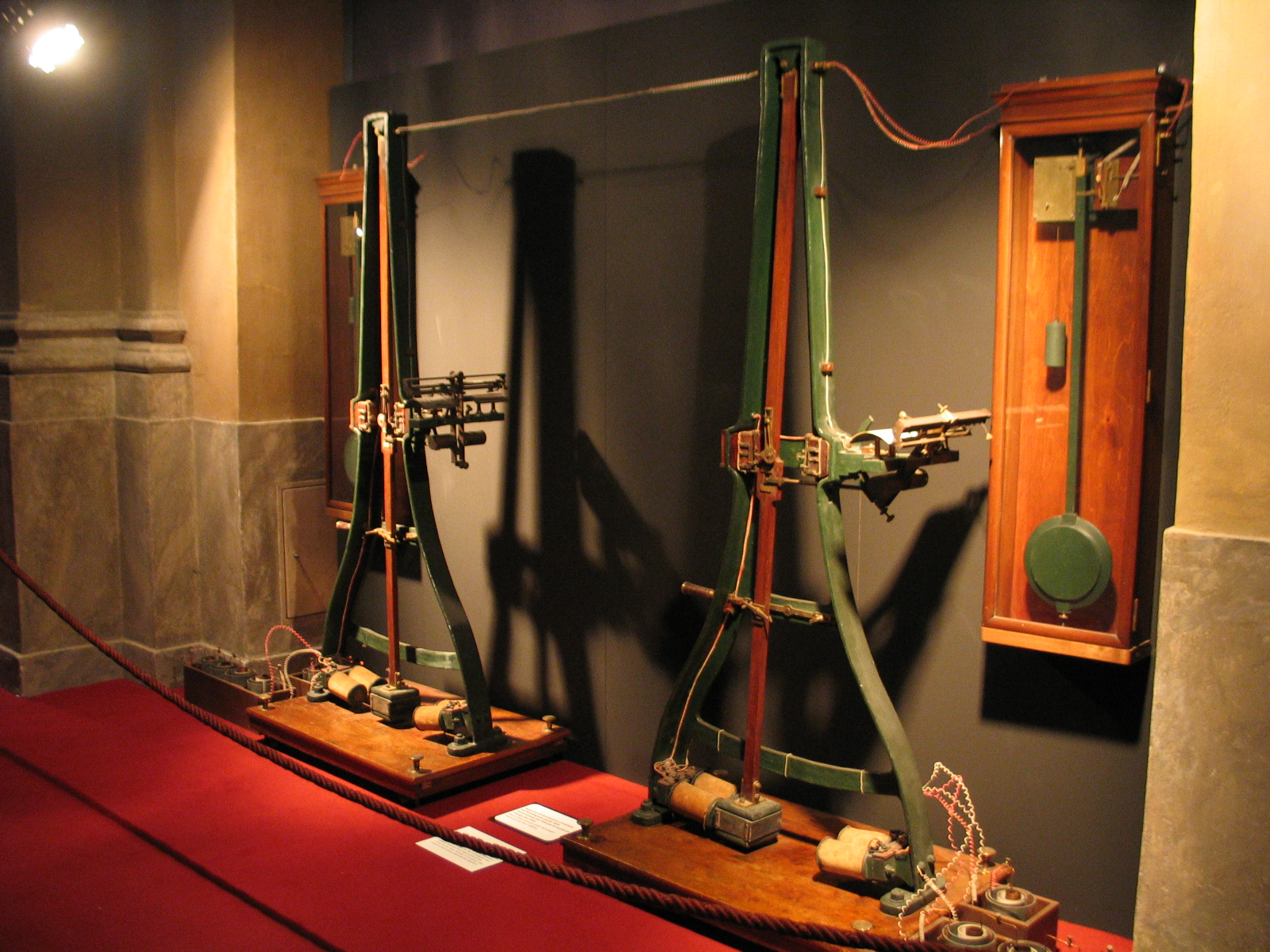
Réplica del pantelégrafo de Caselli

Giovanni Caselli, físico de la Universidad de Florencia, dedicó mucho tiempo de su vida a la investigación de la transmisión telegráfica de imágenes. El principal problema que le surgió era conseguir una perfecta sincronización entre la parte transmisora y la parte receptora del pantelégrafo, puesto que si no se sincronizaban, no podía hacer una buena transcripción de un mensaje. Caselli había desarrollado una tecnología electroquímica con un aparato de sincronización llamado reloj de regulación, que hacía que los mecanismos de transmisión y de recepción trabajaran juntos, cosa que otros inventores de la época como Alexander Bain o Frederick Bakewell, no habían logrado. El primero, en 1846, consiguió reproducir imágenes sobre papel empapado de ferrocianuro potásico, siendo mejorado el procedimiento por Bakewell. Pero el método era problemático y poco fiable, la sincronización de los aparatos en la emisión-recepción fallaba siempre y los resultados eran, por eso, muy pobres. El pantelégrafo superó los problemas por medio de un circuito sincronizador, capaz de mantener “en línea” a los dos aparatos.
El año 1856, Leopold II, Gran duque de la Toscana, mostró interés en el trabajo de Caselli, y el año siguiente viajó a Paris con el ingeniero Gustave Froment, para llevar a cabo la construcción del primero pantelégrafo. El año 1858, el físico francés Alexandre-Edmond Becquerel hizo una mejora del pantelégrafo de Caselli a la Academia de Ciencias Francesa de París. 
El 10 de mayo de 1860, Napoleón III visitó el taller de Gustave Froment para ver en qué consistía el pantelégrafo, y quedó cautivado por aquel invento. En noviembre de 1860, se abrió una nueva línea de pantelégrafo entre París y Amiens. Caselli, consiguió efectuar con éxito el experimento a una distancia de 140 km, mandando un mensaje con la firma del compositor Gioacchino Rossini.
Aun así, el primer pantelegrama de verdad fue enviado desde Lyon a París el 10 de febrero de 1862. Como el resultado fue positivo, el cuerpo legislativo de Francia ordenó la instalación del pantelégrafo entre las líneas de tren de estas dos ciudades, y el febrero de 1863, el público lo pudo usar. El 1864 se promulgó una ley francesa para que este sistema de mensajería fuera aceptado oficialmente y el año siguiente, el 1865, se inició la línea de París en Lyon y se extendió hasta Marsella en 1867. El coste de transmisión fue de 20 céntimos por centímetro cuadrado de imagen, y el servicio fue operativo hasta el 1870. Aunque envió cerca de cinco mil fajos durante su primer año de operación, pronto fue abandonado. El hecho de tener que imprimir el documento en la lámina de metal lo hacía muy poco práctico. El Zar de Rusia de entonces, Nicolás I, también hizo instalar un servicio de pantelégrafo –sólo experimentativo- entre San Petersburgo y Moscú en 1864 y 1865. 

## Funcionamiento

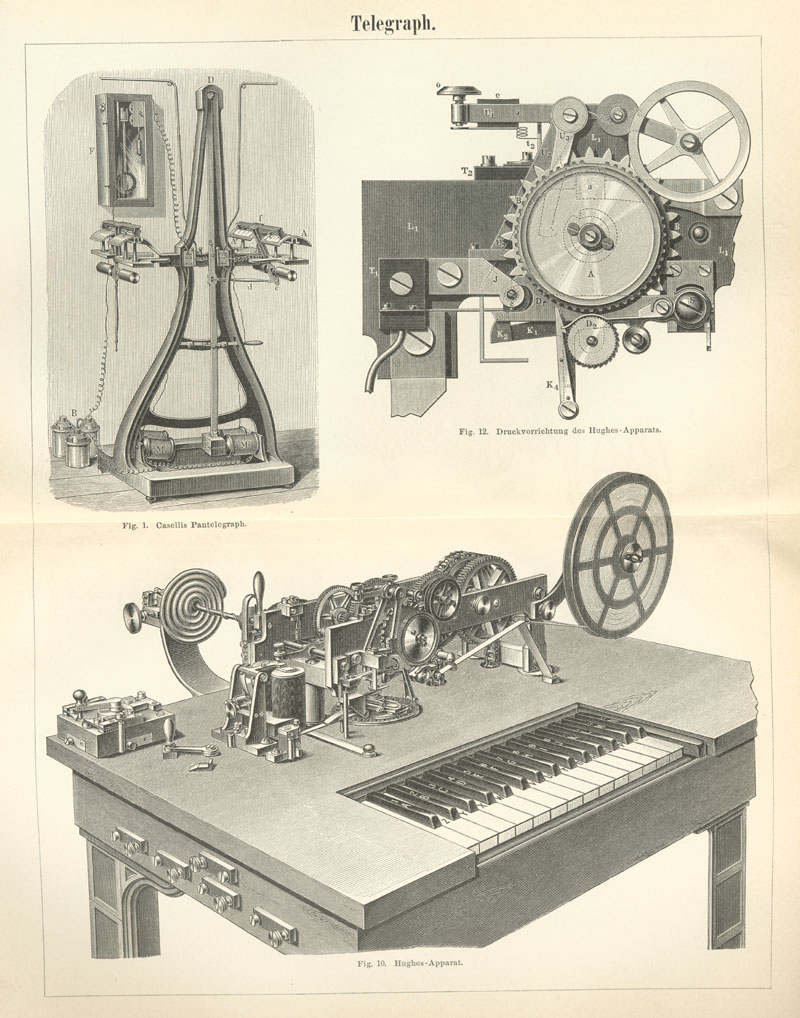
Funcionamiento del pantelégrafo

El pantelégrafo utiliza un reloj con un péndulo que regula y estabiliza la corriente de magnetización que hay entre el escáner de transmisión y la aguja del receptor, y para que no se irrumpa la magnetización, transmisor y receptor tienen que permanecer en contacto para dejar al magnetismo. Un ejemplo que hay que destacar por sus dimensiones, es el de un péndulo que tenía un peso de 8 kg que se montó sobre un bastidor de dos metros de alto. Dos mensajes fueron escritos con tinta en dos placas de metal; una placa se escaneó cuando el péndulo se movía hacia la derecha, y a la otro placa, cuando el péndulo se movía hacia la izquierda, también era escaneada, de forma que dos mensajes se podrían transmitir por ciclo. La escritura se realizaba en una lámina metálica que se colocaba en el pantelégrafo y era explorada mediante una punta de platino que la recorría de arriba abajo y de izquierda a derecha. Cuando la punta tocaba la parte tintada, el flujo eléctrico se cortaba, interrupción que era convertida en una corriente eléctrica que era transmitida al aparato receptor. El receptor disponía de una hoja impregnada de cianuro de potasio que era recorrida, sincronizada con el movimiento del emisor, por un puntero que operaba una reacción química con la superficie. Cada vez que recibía un impulso eléctrico, el cianuro de potasio se volvía azul. El aparato receptor reproduce la imagen transmitida puesto que está impregnado con ferricianuro de potasio, que se oscurece cuando se pone en contacto con una corriente eléctrica. El funcionamiento del pantelégrafo era bastante lento, puesto que se necesitaron 108 segundos para transcribir 25 palabras en una hoja de papel de dimensiones de 111 mm x 27 mm.

## Máquinas que aún existen
Quedan muy pocos ejemplares restantes del pantelégrafo original. En 1961 se montó en el Musée National des Techniques una formidable exhibición del pantelégrafo, cuando se realizó una celebración centenaria del artefacto entre París y Marsella. De nuevo en 1982 se mostró su fiabilidad.
En el Museo Postal de Riquewihr, se utilizaron dos pantelegrafos durante seis horas al día, durante varios meses, actuando sin error.
Uno original también se mantiene en exhibición en el Istituto Della Porta en Nápoles. Otro está en Múnich (en el museo alemán); a partir de 2007, no volverá nunca a ser exhibido.